# Brookside Golf Club
De Brookside Golf Club is een golfclub in de Verenigde Staten. De club werd opgericht in 1928 en bevindt zich in Valencia, Californië. De club beschikt over twee 18-holes golfbanen en deze werden allebei door de golfbaanarchitect William Bell ontworpen.
De twee golfbanen hebben een eigen naam: de "C.W. Koiner"- en de "E.O. Nay"-baan. De "C.W. Koiner" heeft een par van 72 en is alleen toegankelijk voor de heren omdat de golfbaan een hogere moeilijkheidsgraad heeft dan de "E.O. Nay" die een par heeft van 70.

## Golftoernooien
Voor het golftoernooi gebruikt de club de "C.W. Koiner"-baan en de lengte van de baan voor de heren is 6435 m met een par van 71. De course rating is 74,0 en de slope rating is 133.
- Los Angeles Open: 1968